# Enrique Mac Iver
Enrique Mac Iver Rodríguez (Constitución 15 juli 1844 - Santiago 21 augustus 1922) was een Chileens advocaat en politicus. 

## Biografie
Hij was de zoon van Henry Mac Iver (1815-1877), een zeeman uit Schotland die zich in Chili had gevestigd en de Chileense Leonor Rodríguez y Rodríguez (1819-1888). Hij ontving zijn eerste onderwijs aan de Franse school te Valparaíso en vervolgde zijn schoolcarrière in Santiago (Colegio de los Sagrados Corazones de Santiago). Hij promoveerde in 1869 als doctor in de rechten aan de Universiteit van Chili en vestigde zich als advocaat. Later was hij directeur van de Nationale Bank in Santiago. Hij engageerde zich al sinds zijn studententijd voor de Club de la Reforma, een groepering van vooruitstrevende liberalen.

### Politieke loopbaan
Mac Iver sloot zich aan bij de Partido Radical (Radicale Partij), een progressief-liberale partij die vooral in haar beginjaren erg antiklerikaal was en een strikte scheiding van kerk en staat nastreefde. Mac Iver, die afkomstig was uit een van oorsprong protestantse familie, was fel gekant tegen de invloed van de Rooms-Katholieke Kerk en streefde naar de invoering van seculier wetgeving. In het bijzonder legde hij zich toe op stichting van algemene begraafplaatsen. Aan den lijve heeft hij moeten ondervinden dat zijn (protestantse) grootmoeder van vaderskant niet begraven kon worden op een begraafplaats omdat deze eigendom waren van de Rooms-Katholieke Kerk.
In 1876 werd Mac Iver voor de Partido Radical (PR) in de Kamer van Afgevaardigden gekozen. Hij bleef tot 1900 deel uitmaken van de Kamer van Afgevaardigden; nadien was hij tot zijn overlijden in 1922 lid van de Senaat. In 1880 was hij plaatsvervangend voorzitter van de Kamer van Afgevaardigden.
Hij was een verklaard tegenstander van de autoritaire president José Manuel Balmaceda die hij in felle krantenartikelen en columns aanviel. In 1891, voorafgaand aan de Burgeroorlog, stelde in opdracht van het Congres het manifest op dat de afzetting van de president regelde. Om vervolging door de autoriteiten te voorkomen reisde hij via Bolivia naar Iquique waar de oppositie een tegenregering had gevormd onder kapitein-ter-zee Jorge Montt. 
Na de oorlog was Mac Iver minister van Financiën (1892-1893; 1895) en Binnenlandse Zaken (1894) onder president Montt.

### Puna-de-Atacama-conflict
Tijdens het conflict om Puna de Atacama (1898) tussen Chili en Argentinië trad hij op als lid van de Chileens pleitbezorger tijdens een conferentie in Buenos Aires die werd gehouden onder voorzitterschap van de Amerikaanse gezant in Argentinië, William Buchanan. Chili kwam als verliezer uit de bus: 85% van het grondgebied kwam toe aan Argentinië, de overige 15% aan Chili.
Enrique Mac Iver overleed op 21 augustus 1922 in Santiago. Hij werd begraven op de algemene begraafplaats aldaar.

## Privé
Hij was sinds 1872 getrouwd met Emma Ovalle Gutiérrez. Zij was de kleindochter van oud-president José Tomás Ovalle. Uit dit huwelijk kwamen vier dochters en twee zonen voort.

## Trivia
- Hij was lid van de Gran Logia de Chile
- Hij speelde een belangrijke rol binnen de vrijwillige brandweer